# HAT-P-12b
HAT-P-12 b, también llamado GSC 03033-00706 b es un planeta extrasolar de la constelación Canes Venatici, que orbita alrededor de la estrella enana naranja (K) HAT-P-12. Está situado a aproximadamente 464,77 años-luz de distancia de la Tierra, o lo que sería lo mismo, 142,5 pársecs. Forma parte de un sistema planetario, del cual es el único planeta descubierto hasta ahora.
| HAT-P-12 b | Júpiter |
| ---------- | ------- |
|            |         |

## Descubrimiento
Este planeta extrasolar, fue descubierto por  Hartman  y otros astrónomos, en Cambridge (Massachusetts), Estados Unidos, a través del proyecto HATnet, que se dedica a descubrir planetas extrasolares con el método de tránsitos planetarios. El día de su descubrimiento, el 30 de abril de 2009, se produjo un tráfico delante de su estrella, por lo cual se pudo calcular el radio del planeta, cosa que no permite usando el método de la velocidad radial.

## Características
HAT-P-12 b, tiene una masa de aproximadamente 0,221 masas jovianas (67,3313) y su relativamente pequeño semieje mayor de unos 0,0384 UA (5,72 millones de km), hacen que este cuerpo se convierta en un tipo de planeta, llamado júpiter caliente, ya que debido a la masa parecida a Júpiter y su pequeño semieje mayor que los separa de su estrella, hacen que el cuerpo se sobrecaliente en altas temperaturas. Un ejemplo de este tipo de planeta es 51 Pegasi b. Además, como ya se ha dicho antes, se conoce el radio del planeta gracias a su tránsito por delante de su estrella, que sería de unos 0,959 radios jovianos, o lo que es lo mismo 11,208 terrestres.